# Sportverein Darmstadt 1898 2001-2002
Questa voce raccoglie le informazioni riguardanti lo Sportverein Darmstadt 1898 nelle competizioni ufficiali della stagione 2001-2002.

## Stagione
Nella stagione 2001-2002 il Darmstadt, allenato da Michael Feichtenbeiner e Michael Müller, concluse il campionato di Regionalliga sud al 14º posto. In Coppa di Germania il Darmstadt fu eliminato agli ottavi dallo Schalke 04.

## Rosa
| N. |                        | Ruolo | Calciatore          |
| -- | ---------------------- | ----- | ------------------- |
| 1  | Germania (bandiera)    | P     | Andreas Clauß       |
| 2  | Turchia (bandiera)     | D     | Ilker Aybar         |
| 3  | Serbia (bandiera)      | D     | Miroslav Mihajlovic |
| 4  | Germania (bandiera)    | D     | Matthias Hohmann    |
| 5  | Slovacchia (bandiera)  | D     | Richard Hasa        |
| 7  | Germania (bandiera)    | C     | Christian Simon     |
| 8  | Serbia (bandiera)      | C     | Živojin Juškić      |
| 9  | Germania (bandiera)    | A     | Andreas Rüppel      |
| 10 | Germania (bandiera)    | C     | Boris Kolb          |
| 11 | Stati Uniti (bandiera) | A     | David Wagner        |
| 12 | Romania (bandiera)     | C     | Roland Nagy         |
| 13 | Germania (bandiera)    | C     | Sascha Lense        |
| 14 | Germania (bandiera)    | C     | Alexander Lorenz    |

| N. |                     | Ruolo | Calciatore           |
| -- | ------------------- | ----- | -------------------- |
| 15 | Svizzera (bandiera) | D     | Alexandre de Freitas |
| 16 | Brasile (bandiera)  | C     | Elton da Costa       |
| 17 | Germania (bandiera) | D     | Benjamin Lense       |
| 18 | Germania (bandiera) | A     | Sascha Maier         |
| 19 | Germania (bandiera) | D     | Daniel Leifermann    |
| 20 | Germania (bandiera) | A     | Nico Beigang         |
| 21 | Italia (bandiera)   | A     | Audenzio Musci       |
| 22 | Ungheria (bandiera) | P     | Ferenc Rott          |
| 23 | Germania (bandiera) | C     | Thomas Franck        |
| 24 | Germania (bandiera) | C     | Claude Brancourt     |
| 25 | Germania (bandiera) | C     | Nikola Jovanović     |
|    | Serbia (bandiera)   | C     | Zeljko Mijovic       |

## Organigramma societario
Area tecnica
- Allenatore: Michael Müller
- Allenatore in seconda:
- Preparatore dei portieri:
- Preparatori atletici:
- Analisi video:

## Calciomercato

### Sessione estiva
| Acquisti | Acquisti         | Acquisti             | Acquisti |
| R.       | Nome             | da                   | Modalità |
| -------- | ---------------- | -------------------- | -------- |
| C        | Sascha Amstätter | Wehen Wiesbaden      |          |
| D        | Ilker Aybar      | Stoccarda II         |          |
| D        | Harald Gärtner   | Jahn Ratisbona       |          |
| D        | Richard Hasa     | Siegen               |          |
| D        | Benjamin Lense   | Dinamo Dresda        |          |
| A        | Audenzio Musci   | SV Erzhausen         |          |
| P        | Ferenc Rott      | Karlsruhe            |          |
| A        | Andreas Rüppel   | Alemannia Aquisgrana |          |
| C        | Christian Simon  | Pfullendorf          |          |

| Cessioni | Cessioni         | Cessioni          | Cessioni |
| R.       | Nome             | a                 | Modalità |
| -------- | ---------------- | ----------------- | -------- |
| C        | Oscar Corrochano | Kickers Offenbach |          |
| A        | Ronald Hoop      | Sandhausen        |          |
| C        | Rolf Lang        | FC Heilbronn      |          |
| D        | Matthias Örüm    | Hoffenheim        |          |

### Sessione invernale
| Acquisti | Acquisti | Acquisti | Acquisti |
| R.       | Nome     | da       | Modalità |
| -------- | -------- | -------- | -------- |

| Cessioni | Cessioni         | Cessioni        | Cessioni |
| R.       | Nome             | a               | Modalità |
| -------- | ---------------- | --------------- | -------- |
| C        | Sascha Amstätter | Wehen Wiesbaden |          |
| D        | Harald Gärtner   | SC Waldgirmes   |          |

## Risultati

### Regionalliga

#### Girone di andata
| Darmstadt 28 luglio 2001, ore 15:00 CEST 1ª giornata | Darmstadt | 0 – 0 referto | Rot-Weiß Erfurt | Stadion am Böllenfalltor (4 400 spett.)\| Arbitro: \| Wezel \| |
| Arbitro:                                             | Wezel     |               |                 |                                                                |

| Arbitro: | Albrecht |

|  |           |            |
|  | Marcatori | 19’ Wagner |

| Arbitro: | Raquet |

|                |           |                                |
| Costa 40’, 50’ | Marcatori | 20’ Bönig 76’ Saba 90’ Hofmann |

| Arbitro: | Schiffner |

|            |           |                               |
| Chikere 3’ | Marcatori | 8’ Juškić 41’ Maier 61’ Costa |

| Arbitro: | Kammerer |

|                        |           |                |
| Thömmes 25’ Keller 49’ | Marcatori | 45’, 57’ Maier |

| Arbitro: | Fandel |

|                     |           |            |
| Simon 36’ Maier 82’ | Marcatori | 2’ Neticha |

| Arbitro: | Perl |

|                                                 |           |           |
| Younga-Mouhani 9’, 40’ Frühbeis 20’ Oslislo 82’ | Marcatori | 13’ Maier |

| Darmstadt 14 settembre 2001, ore 19:15 CEST 8ª giornata | Darmstadt | 0 – 0 referto | Ansbach | Stadion am Böllenfalltor (3 200 spett.)\| Arbitro: \| Frey \| |
| Arbitro:                                                | Frey      |               |         |                                                               |

| Arbitro: | Bielmeier |

|                                  |           |                     |
| Bochtler 36’ Agu 80’ Rogosic 88’ | Marcatori | 53’ Costa 62’ Musci |

| Arbitro: | Gruse |

|                          |           |  |
| Wagner 2’, 66’ Maier 59’ | Marcatori |  |

| Arbitro: | Walz |

|                |           |  |
| Juric 10’, 47’ | Marcatori |  |

| Arbitro: | Edinger |

|               |           |  |
| Costa 3’, 55’ | Marcatori |  |

| Arbitro: | Trautmann |

|                 |           |                               |
| Wischermann 61’ | Marcatori | 14’ Nagy 40’ Musci 74’ Wagner |

| Arbitro: | Stark |

|  |           |                              |
|  | Marcatori | 8’ (aut.) Hasa 69’ Schindler |

| Arbitro: | Kiefer |

|  |           |                          |
|  | Marcatori | 54’ Leifermann 74’ Maier |

| Arbitro: | Merk |

|  |           |                            |
|  | Marcatori | 53’ Tölcseres 82’ Mokhtari |

| Stoccarda 10 novembre 2001, ore 15:00 CET 17ª giornata | Kickers Stoccarda | 0 – 0 referto | Darmstadt | Waldau-Stadion (2 750 spett.)\| Arbitro: \| Sahler \| |
| Arbitro:                                               | Sahler            |               |           |                                                       |

#### Girone di ritorno
| Erfurt 17 novembre 2001, ore 14:00 CET 18ª giornata | Rot-Weiß Erfurt | 0 – 0 referto | Darmstadt | Steigerwaldstadion (5 520 spett.)\| Arbitro: \| Maier \| |
| Arbitro:                                            | Maier           |               |           |                                                          |

| Arbitro: | Kristek |

|                |           |          |
| Mihajlovic 29’ | Marcatori | 33’ Thee |

| Arbitro: | Kircher |

|                       |           |                                             |
| Misimović 7’ Lahm 67’ | Marcatori | 27’ Mihajlovic 33’ Costa 45’ Maier 88’ Kolb |

| Arbitro: | Greth |

|                |           |  |
| Mihajlovic 64’ | Marcatori |  |

| Darmstadt 23 febbraio 2002, ore 15:00 CET 22ª giornata | Darmstadt | 0 – 0 referto | Eintracht Treviri | Stadion am Böllenfalltor (3 500 spett.)\| Arbitro: \| Brych \| |
| Arbitro:                                               | Brych     |               |                   |                                                                |

| Arbitro: | Pickel |

|                                 |           |           |
| Mehic 56’ (rig.), 82’ Silva 90’ | Marcatori | 89’ Maier |

| Arbitro: | Walz |

|                                |           |           |
| Rüppel 25’ Maier 29’ Costa 60’ | Marcatori | 26’ Hertl |

| Arbitro: | Kammerer |

|                  |           |           |
| Müller 7’ (rig.) | Marcatori | 44’ Maier |

| Arbitro: | Dingert |

|            |           |            |
| Rüppel 66’ | Marcatori | 22’ Kanyuk |

| Arbitro: | Schiffner |

|                       |           |           |
| Kurányi 11’ Braun 61’ | Marcatori | 43’ Costa |

| Arbitro: | Kircher |

|                   |           |                        |
| Kolb 4’ Costa 56’ | Marcatori | 74’ Lakies 89’ Schmidt |

| Arbitro: | Greipl |

|                    |           |                  |
| Nuhic 14’ Wise 57’ | Marcatori | 59’ (rig.) Costa |

| Arbitro: | Iaccarino |

|                |           |                    |
| Costa 40’, 57’ | Marcatori | 88’ Weber 90’ Gies |

| Arbitro: | Perl |

|              |           |  |
| Barletta 52’ | Marcatori |  |

| Arbitro: | Bielmeier |

|                     |           |                               |
| Costa 10’ Maier 47’ | Marcatori | 41’ Bettenstaedt 85’ Willmann |

| Arbitro: | Lange |

|                          |           |  |
| Tölcseres 10’ Fersch 80’ | Marcatori |  |

| Arbitro: | Brombacher |

|  |           |                              |
|  | Marcatori | 56’ Zimmermann 58’ Carnevale |

### Coppa di Germania
| Arbitro: | Scheppe |

|                              |           |                 |
| Kolb 11’ Maier 21’ Musci 90’ | Marcatori | 13’ Patschinski |

| Arbitro: | Sippel |

|                         |                      |                                           |
| Maier 32’, 96’ Hasa 79’ | Marcatori            | 23’ K'obiashvili 83’ Iashvili 116’ Gerber |
| Mihajlovic Maier Costa  | Tiri di rigore 3 – 1 | Hermel K'obiashvili But Gerber            |

| Arbitro: | Meyer |

|  |           |           |
|  | Marcatori | 115’ Sand |

## Statistiche

### Statistiche di squadra
| Competizione      | Punti | In casa | In casa | In casa | In casa | In casa | In casa | In trasferta | In trasferta | In trasferta | In trasferta | In trasferta | In trasferta | Totale | Totale | Totale | Totale | Totale | Totale | DR |
| Competizione      | Punti | G       | V       | N       | P       | Gf      | Gs      | G            | V            | N            | P            | Gf           | Gs           | G      | V      | N      | P      | Gf     | Gs     | DR |
| ----------------- | ----- | ------- | ------- | ------- | ------- | ------- | ------- | ------------ | ------------ | ------------ | ------------ | ------------ | ------------ | ------ | ------ | ------ | ------ | ------ | ------ | -- |
| Regionalliga sud  | 42    | 17      | 5       | 8       | 4       | 21      | 19      | 17           | 5            | 4            | 8            | 22           | 26           | 34     | 10     | 12     | 12     | 43     | 45     | -2 |
| Coppa di Germania | -     | 3       | 1       | 1       | 1       | 6       | 5       | 0            | 0            | 0            | 0            | 0            | 0            | 3      | 1      | 1      | 1      | 6      | 5      | +1 |
| Totale            | 42    | 20      | 6       | 9       | 5       | 27      | 24      | 17           | 5            | 4            | 8            | 22           | 26           | 37     | 11     | 13     | 13     | 49     | 50     | -1 |

### Andamento in campionato
| Giornata  | 1  | 2 | 3  | 4 | 5 | 6 | 7 | 8 | 9  | 10 | 11 | 12 | 13 | 14 | 15 | 16 | 17 | 18 | 19 | 20 | 21 | 22 | 23 | 24 | 25 | 26 | 27 | 28 | 29 | 30 | 31 | 32 | 33 | 34 |
| --------- | -- | - | -- | - | - | - | - | - | -- | -- | -- | -- | -- | -- | -- | -- | -- | -- | -- | -- | -- | -- | -- | -- | -- | -- | -- | -- | -- | -- | -- | -- | -- | -- |
| Luogo     | C  | T | C  | T | T | C | T | C | T  | C  | T  | C  | T  | C  | T  | C  | T  | T  | C  | T  | C  | C  | T  | C  | T  | C  | T  | C  | T  | C  | T  | C  | T  | C  |
| Risultato | N  | V | P  | V | N | V | P | N | P  | V  | P  | V  | V  | P  | V  | P  | N  | N  | N  | V  | V  | N  | P  | V  | N  | N  | P  | N  | P  | N  | P  | N  | P  | P  |
| Posizione | 13 | 7 | 11 | 7 | 9 | 7 | 7 | 8 | 11 | 9  | 10 | 9  | 6  | 10 | 6  | 9  | 9  | 10 | 11 | 7  | 7  | 8  | 8  | 8  | 8  | 7  | 8  | 8  | 12 | 11 | 13 | 12 | 12 | 14 |

Legenda:

Luogo: C = Casa; T = Trasferta. Risultato: V = Vittoria; N = Pareggio; P = Sconfitta.

### Statistiche dei giocatori
| Giocatore     | Regionalliga sud | Regionalliga sud | Regionalliga sud | Regionalliga sud | Coppa di Germania | Coppa di Germania | Coppa di Germania | Coppa di Germania | Totale   | Totale | Totale      | Totale     |
| Giocatore     | Presenze         | Reti             | Ammonizioni      | Espulsioni       | Presenze          | Reti              | Ammonizioni       | Espulsioni        | Presenze | Reti   | Ammonizioni | Espulsioni |
| ------------- | ---------------- | ---------------- | ---------------- | ---------------- | ----------------- | ----------------- | ----------------- | ----------------- | -------- | ------ | ----------- | ---------- |
| S. Amstätter  | 8                | 0                | 3                | 0                | 2                 | 0                 | 1                 | 0                 | 10       | 0      | 4           | 0          |
| I. Aybar      | 14               | 0                | 2                | 0                | 1                 | 0                 | 0                 | 0                 | 15       | 0      | 2           | 0          |
| N. Beigang    | 3                | 0                | 0                | 0                | 0                 | 0                 | 0                 | 0                 | 3        | 0      | 0           | 0          |
| C. Brancourt  | 20               | 0                | 5                | 1                | 2                 | 0                 | 0                 | 0                 | 22       | 0      | 5           | 1          |
| A. Clauß      | 33               | 0                | 0                | 1                | 3                 | 0                 | 0                 | 0                 | 36       | 0      | 0           | 1          |
| E. Costa      | 33               | 14               | 4                | 0                | 3                 | 0                 | 1                 | 0                 | 36       | 14     | 5           | 0          |
| T. Franck     | 0                | 0                | 0                | 0                | 0                 | 0                 | 0                 | 0                 | 0        | 0      | 0           | 0          |
| H. Gärtner    | 4                | 0                | 1                | 0                | 0                 | 0                 | 0                 | 0                 | 4        | 0      | 1           | 0          |
| R. Hasa       | 27               | 0                | 2                | 0                | 3                 | 1                 | 0                 | 0                 | 30       | 1      | 2           | 0          |
| M. Hohmann    | 17               | 0                | 4                | 0                | 2                 | 0                 | 0                 | 0                 | 19       | 0      | 4           | 0          |
| N. Jovanović  | 4                | 0                | 0                | 0                | 0                 | 0                 | 0                 | 0                 | 4        | 0      | 0           | 0          |
| Ž. Juškić     | 27               | 1                | 9                | 2                | 3                 | 0                 | 0                 | 1                 | 30       | 1      | 9           | 3          |
| B. Kolb       | 33               | 2                | 8                | 0                | 3                 | 1                 | 0                 | 0                 | 36       | 3      | 8           | 0          |
| D. Leifermann | 26               | 1                | 3                | 1                | 2                 | 0                 | 1                 | 0                 | 28       | 1      | 4           | 1          |
| B. Lense      | 19               | 0                | 5                | 1                | 1                 | 0                 | 0                 | 0                 | 20       | 0      | 5           | 1          |
| S. Lense      | 10               | 0                | 0                | 0                | 1                 | 0                 | 1                 | 0                 | 11       | 0      | 1           | 0          |
| A. Lorenz     | 16               | 0                | 1                | 0                | 1                 | 0                 | 0                 | 0                 | 17       | 0      | 1           | 0          |
| S. Maier      | 33               | 12               | 4                | 1                | 3                 | 3                 | 0                 | 0                 | 36       | 15     | 4           | 1          |
| M. Mihajlovic | 20               | 3                | 3                | 0                | 2                 | 0                 | 0                 | 0                 | 22       | 3      | 3           | 0          |
| Z. Mijovic    | 1                | 0                | 0                | 0                | 0                 | 0                 | 0                 | 0                 | 1        | 0      | 0           | 0          |
| A. Musci      | 13               | 2                | 0                | 1                | 2                 | 1                 | 1                 | 0                 | 15       | 3      | 1           | 1          |
| R. Nagy       | 18               | 1                | 4                | 0                | 1                 | 0                 | 0                 | 0                 | 19       | 1      | 4           | 0          |
| F. Rott       | 1                | 0                | 0                | 0                | 0                 | 0                 | 0                 | 0                 | 1        | 0      | 0           | 0          |
| A. Rüppel     | 18               | 2                | 2                | 0                | 0                 | 0                 | 0                 | 0                 | 18       | 2      | 2           | 0          |
| C. Simon      | 32               | 1                | 3                | 0                | 3                 | 0                 | 0                 | 0                 | 35       | 1      | 3           | 0          |
| D. Wagner     | 26               | 4                | 5                | 0                | 3                 | 0                 | 0                 | 0                 | 29       | 4      | 5           | 0          |
| A. de Freitas | 11               | 0                | 1                | 0                | 0                 | 0                 | 0                 | 0                 | 11       | 0      | 1           | 0          |